# Šali
Šali je priimek več znanih Slovencev:
- Andrej Šali (*1964), kemik, biofizik, strukturni biolog, ameriški akademik
- Borut Šali (1929—2021), klinični psiholog, univ. profesor
- Cveto Šali, glasbenik kitarist in pevec (Rudolfovo), gostilničar
- Franc Šali (*1941), kulturnik, politik, pesnik
- Klemen Šali, glasbeni izulitelj (“strmoglavc”)
- Jože Šali (1915—1943), partizan
- Marija Šali Per (1923—2014), igralka
- Samo Šali, izdelovalec glasbil, dr. akustike
- Severin Šali (1911—1992), pesnik in prevajalec